# برايان كلارك (كاتب)
برايان كلارك (بالإنجليزية: Brian Clark)‏ هو مؤلف وكاتب سيناريو وكاتب بريطاني، ولد في 2 يونيو 1932 في بورنموث في المملكة المتحدة.

## وصلات خارجية
- برايان كلارك على موقع IMDb (الإنجليزية)
- برايان كلارك على موقع أول موفي (الإنجليزية)
- برايان كلارك على موقع قاعدة بيانات برودواي على الإنترنت (الإنجليزية)
- برايان كلارك على موقع قاعدة بيانات الأفلام السويدية (السويدية)
- برايان كلارك على موقع قاعدة بيانات الفيلم (الإنجليزية)